# ジョナサン・グリーナート
“ジョン”ジョナサン・ウィリアム・グリーナート（Jonathan William “Jon” Greenert、1953年5月15日 - ）は、アメリカ合衆国の海軍軍人。現在の階級は大将。
第39代艦隊総軍司令官（2007年9月29日 - 2009年7月29日）、第36代海軍作戦副部長（2009年8月13日 - 2011年8月22日）を経て、2011年9月23日付でゲイリー・ラフヘッド大将の後任として第30代アメリカ海軍作戦部長（Chief of Naval Operations、CNO）に就任し、2015年9月18日まで在職した。

## 経歴
1953年5月15日、ペンシルベニア州ピッツバーグ郊外の町、バトラーで生まれる。高校卒業後はメリーランド州アナポリスの海軍兵学校に進学、1975年に海洋工学の学士号を得て卒業する。海軍兵学校在学中には、潜水艦乗組員として必要になる原子力推進機関に関する学習・講習課程も修了している。
海軍兵学校卒業後は海軍に少尉として任官、以降は潜水艦乗組士官（Submarine Warfare Officer）としての経歴を重ねる。スタージョン級原子力潜水艦フライング・フィッシュ（SSN-673）に電気材料担当士官（Electrical Material Officer）として乗り組んだのを皮切りに、同じくスタージョン級原子力潜水艦のトートグ（SSN-639）に電気および作戦担当士官として、また世界的にも珍しい原子力推進式の海洋工学・海洋調査用潜水艇であり、スペースシャトル・チャレンジャー号の爆発事故の際には分解・海没した同号の重要部品の探索・引き上げに活躍したことなどで知られるNR-1の搭乗チームにも機関員（機関担当士官、Engineer Officer）として選抜されている。
佐官クラスに昇任後は引き続き複数の潜水艦に乗務、今度は副長・艦長など上級士官として指揮経験を積む。少佐時代には戦略ミサイル原子力潜水艦（弾道ミサイル原子力潜水艦）であるオハイオ級原子力潜水艦のミシガン（SSBN-727）のゴールド・クルー副長（Exective Officer、XO）として、中佐に昇任後の1991年3月にはロサンゼルス級原子力潜水艦ホノルル（SSN-718）に艦長（Commanding Officer、CO）に就任、乗務する。
このような乗艦任務を経て大佐へ昇任、大佐昇任後は専ら地上勤務に就き、戦隊（Squadron）・艦隊（Fleet）レベルでの参謀・司令任務や、海軍作戦本部での任務に当たる。海軍作戦本部では、1993年に海軍作戦部長直属の組織である戦略研究グループの第13期生に選抜されたほか、プログラム計画・開発課長（N801）などを歴任している。また、参謀・司令としては、カリフォルニア州サンディエゴを母港とする第11潜水戦隊（Submarine Squadron 11、SUBRON11）の司令官を1996年7月から1997年6月まで務めたほか、第7艦隊の参謀長にも就いており、この間日本での勤務を経験している。ちなみに日本には、後に第7艦隊司令官に補職された折にも来日し、任務に就いている。
第7艦隊参謀長を務めていた折に、准将（RDML）に指名され、将官への昇任を果たす。准将昇任後は、1998年10月から1999年12月にかけてグアム島などをミクロネシア地域を管轄するマリアナ諸島管区海軍部隊司令官を務め、続いて2000年1月から2002年8月にかけては、海軍省の財務・会計管理担当海軍次官補室予算部門の作戦分野担当課長および海軍作戦本部予算管理部の作戦分野担当課長（N821）を兼務するなど、財務・予算管理畑での勤務も経験している。
2001年6月には少将への昇任指名を受ける。指名が上院での承認を得た後の2002年7月、太平洋艦隊副司令官兼参謀長に補職され、海軍本省勤務から太平洋地域での勤務に戻る。2002年8月から2004年7月までの約2年間同職を務めたのち、さらに中将への昇任を果たし、かつて大佐時代に参謀長を務めた第7艦隊の司令官に就任する。ここでも2004年8月から2006年9月までの約2年間にわたって勤務し、その後は4年ぶりにワシントンD.C.の海軍作戦本部に異動となる。海軍作戦本部では、主要ポストの1つである海軍作戦次長（第8部＜能力統合・資源部＞担当）を1年あまり務めた。
2007年9月には、マイケル・マレン海軍作戦部長の統合参謀本部議長就任に伴い、後任の海軍作戦部長に就任したゲイリー・ラフヘッド大将の後を受けて第39代艦隊総軍司令官に就任、2007年9月29日から2009年7月29日まで同職を務める。その後さらに、太平洋艦隊司令官に就任するパトリック・ウォルシュ大将の後任として2009年8月13日付で第36代海軍作戦副部長に就任、2011年8月22日まで2年あまりにわたって務めた。

### 海軍作戦部長への就任

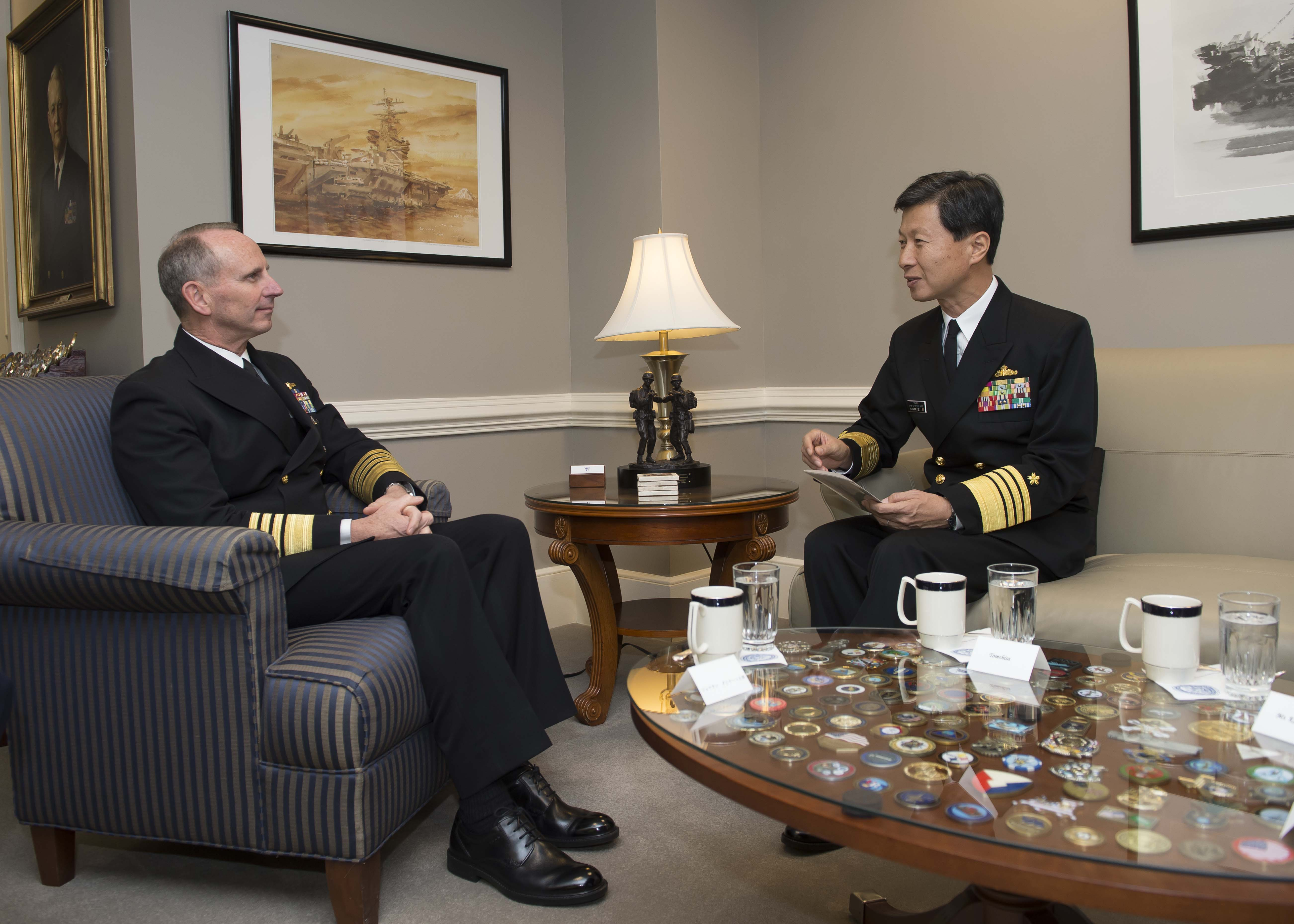
日本の武居智久海上幕僚長と会談しているグリーナート

海軍作戦副部長在任中の2011年6月、当時のロバート・ゲーツ国防長官によって、同年9月に退役を控えていたラフヘッド海軍作戦部長の後任に相応しい人物としてバラク・オバマ大統領に推薦される。オバマ大統領もこれを受け、2011年7月21日付で正式にグリーナートを次期海軍作戦部長として指名する人事を発令、同日レオン・パネッタ国防長官より指名の旨が発表された。海軍作戦部長のような重要ポストについては、通常の将官の昇任・指名人事に必要な本会議承認だけでなく、本会議承認に先立ち上院軍事委員会による指名公聴会で意見等を述べ審査を受けることが必要になるが、この指名人事を受けて上院では7月28日にグリーナートの指名公聴会を開催した。公聴会・本会議承認はトラブル・スキャンダルなく無事に進み、グリーナートは2011年9月23日付でラフヘッド大将の後任として第30代海軍作戦部長に就任した。潜水艦乗組員出身の海軍作戦部長が誕生したのは、第24代のフランク・ケルソー2世大将（1990年6月29日 - 1994年4月23日）の退任以来、17年半ぶりのことであった。

## パーソナル
既婚（ダーリーン夫人）。ダーリーン夫人との間には3人の子供をもうけており、このうち息子のジョン（Jon Greenert）は海軍犯罪捜査局（NCIS）に現役の特別捜査官として勤務している。ジョンは、グリーナートが海軍作戦部長に指名された際には空母ジョージ・ワシントン付の捜査官として艦上勤務に就いていた中、インタビューに応じている。
また、ピッツバーグ近郊の出身者らしく、アメリカン・フットボールのプロリーグ、NFLに加盟するピッツバーグ・スティーラーズのファンであるという。